# Afrotyphlops brevis
Afrotyphlops brevis — вид змій родини сліпунів (Typhlopidae). Мешкає в Східній Африці.

## Поширення і екологія
Afrotyphlops brevis мешкають в Ефіопії, Сомалі, Південному Судані, Кенії і північно-східній Уганді. Вони живуть в різноманітних природних середовищах, зокрема в пустелях і напівпустелях, в саванах, в акацієво-комміфорових заростях та на гірських луках. Зустрічаються на висоті до 1000 м над рівнем моря, місцями на висоті до 2000 м над рівнем моря.